# Szaitó Micuki
Szaitó Micuki (齊藤 未月) (Fudzsiszava, 1999. január 10.–) japán korosztályos válogatott labdarúgó.

## Pályafutása

### Klubcsapatokban
A labdarúgást a Shonan Bellmare csapatában kezdte. 2018-ban J.League Kupa címet szerzett. 112 bajnoki mérkőzésen lépett pályára és 4 gólt szerzett. 2021-ben az FK Rubin Kazany csapatához szerződött.

### Válogatottban
A japán U20-as válogatott tagjaként részt vett a 2019-es U20-as labdarúgó-világbajnokságon.